# Porteuse
«  Fréquence porteuse » redirige ici. Pour les autres significations, voir Fréquence (homonymie).
Dans le domaine des télécommunications une onde porteuse, ou, plus simplement, porteuse, est une forme d'onde (généralement sinusoïdale) qui est modulée par un signal d'entrée dans le but de transporter des informations. La porteuse a généralement une fréquence beaucoup plus élevée que le signal d'entrée. L'intérêt de la porteuse est le plus souvent soit de transmettre une information à travers l'espace sous forme d'onde électromagnétique (comme pour la radio), soit de permettre à plusieurs porteuses de fréquences différentes de partager un même support physique par multiplexage fréquentiel (comme dans le cas de la télévision par câble).

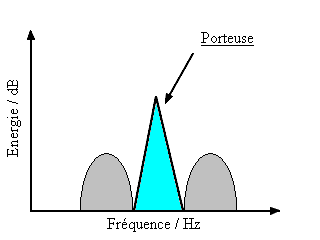
Modulation AM dans le domaine des fréquences (au centre, la porteuse); sur les côtés, les bandes latérales.

Il est beaucoup plus simple et remarquable de caractériser simplement une porteuse dans le domaine fréquentiel. En effet, le spectre d’une émission en modulation d'amplitude (AM) a la forme d’un pic fixe (la porteuse) entouré de deux lobes en domaine des fréquences (voir transformée de Fourier).
La modulation de fréquence (FM) et la modulation d'amplitude (AM) sont des modes courants de modulation de la porteuse. Dans le cas de la modulation en bande latérale unique (BLU ou SSB) la porteuse est supprimée à l'émission et doit être réintroduite par le récepteur avec un oscillateur de battement (BFO). La fréquence d'une station de radio ou de télévision est, en réalité, la fréquence centrale de la porteuse.

## Systèmes de modulation sans porteuse
Les formes les plus récentes de radiocommunication comme l'étalement de spectre et l'ultra large bande ne transmettent pas une porteuse classique ; tout comme l’OFDM et l'OFDMA qui sont utilisés dans les réseaux LTE et WiMAX ; l'OFDM est aussi employé dans l'ADSL ainsi que dans le standard européen de télévision à haute définition DVB-T.